# 田中薫

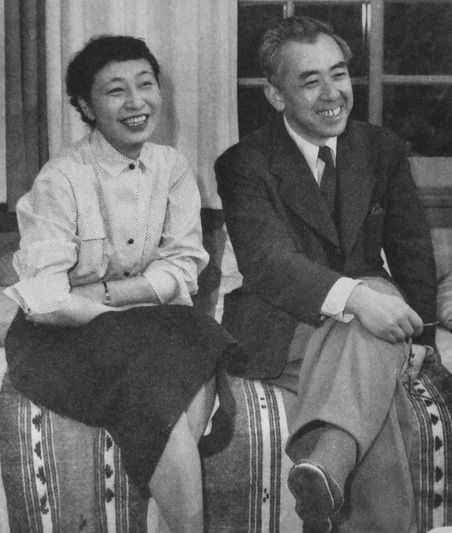
妻・千代とともに（1954年）

田中 薫（たなか かおる、1898年6月11日 - 1982年9月20日）は、昭和の地理学、経済地理学者。神戸大学名誉教授。子爵。

## 人物
子爵の田中阿歌麿の長男として東京に生まれる。1911年（明治44年）に東京高等師範学校附属小学校（現・筑波大学附属小学校）を卒業。
1916年（大正5年）に卒業した東京高等師範学校附属中学校（現・筑波大学附属中学校・高等学校）では、大関久五郎に学ぶ。 旧制学習院高等科を経て、東京帝国大学理学部を卒業。その後、欧州、米国に調査旅行に出る。1946年（昭和21年）5月10日、貴族院子爵議員補欠選挙で当選し、研究会に所属して活動し、1947年（昭和22年）5月2日の貴族院廃止まで在任した。
神戸大学経済学部教授、成城大学教授。神戸大時代の1957年に日本初のパタゴニア探検を行う。

## 親族
父は地理学者の田中阿歌麿、父方祖父は政治家の田中不二麿。母方祖父は高崎正風。妻は服飾デザイナーの田中千代。妻と共に収集した民族衣装（田中夫妻は「民俗衣装」と称した。）は現在国立民族学博物館のコレクションとなっている。

## 著書
- 『登山』目黒書店 日本体育叢書 1925
- 『経済地理の教養』古今書院 1928
- 『地学写真』古今書院 1935
- 『台湾の山と蕃人』古今書院 1937
- 『氷河の山旅』朋文堂 1943
- 『アメリカの経済地誌』桐蔭堂目黒書店 1953
- 『地理写真手帳』古今書院 1960

### 共著
- 『私たちの生活手帖』田中千代共著 婦人画報社 1952
- 『世界地名辞典』保柳睦美と監修 古今書院 1954
- 『大氷河を行く 南米チリ・パタゴニア探検』編 毎日新聞社 1958
- 『原色世界衣服大図鑑』田中千代共著 保育社の原色図鑑 1961
- 『新世界地理 第11 ラテン・アメリカ』編 朝倉書店 1961
- 『世界のきもの』田中千代共著 保育社カラーブックス　1965
- 『世界の文化地理 第9巻 スイスベネルックス三国』与謝野秀,西川治共編 講談社 1965